# Постсюрреалізм
Постсюрреалізм — в широкому сенсі поняття, рух сучасного мистецтва, яке прийшло на зміну сюрреалізму (який розвивався з 1920-х по 1960-і роки). Термін використовується для позначення художнього руху, що пов'язаний або знаходиться під впливом сюрреалізму, яке сформувалося після так званого періоду «історичного сюрреалізму». Прихильниками ідеї, що сюрреалізм «мертвий» сучасну сюрреалістичну діяльність називають «постсюрреалізмом». Однак, деякі мистецтвознавці стверджують, що цей термін не потрібен, тому що сюрреалізм триває до наших днів.
У більш вузькому сенсі, постсюрреалізмом називають мистецький рух, який виник в США і остаточно оформився до кінця 1940-х років. Американський постсюрреалізм був першою відповіддю  художників США на європейський сюрреалізм . На відміну від європейського сюрреалізму, постсюрреалізм не покладався на випадкові образи снів. Замість цього, ретельно сплановані форми використовувалися, щоб вести глядача через картину, поступово розкриваючи більш глибокий сенс.

## США
Під час виставки в Каліфорнії в 1934 році подружжя Лорсер Фейтельсон і Хелен Лундберг виставили свої роботи і класифікували їх як суб'єктивний класицизм. Вперше художники змогли відокремити себе від свого імені і навіть сформували групу, до якої увійшли такі художники, як Філіп Густон, Рубен Кадиш, Кнуд Меррільд і Грейс Клементс . Таким чином, вони заснували стиль суб'єктивний класицизм (або новий класицизм), який згодом став відомий як постсюрреалізм. Використовуючи свою картину «Plant and Animal Analogies» як приклад і ідеалу, Лундеберг написала маніфест New Classicism. Через деякий час, на початку 1940-х років, коли Європейські сюрреалісти, рятуючись від війни, емігрували в Нью-Йорк, рух суб'єктивного класицизму а трансформувався в рух постсюрреалізма. Більшість істориків датують розквіт постсюрреалізма в Північній Америці 1940-ми роками і пов'язують його причину зі світовою війною і фізичним переміщенням європейської інтелігенції на континент.
І Люндеберг, і Фейтельсон брали участь в показі творів мистецтва для Художньої асоціації Лос-Анджелеса на бульварі Уїлшир в 1954 році. Поряд зі Стівеном Лонгстрита і Еліз Кавані, художники, чиї картини були представлені, були відомі під загальною назвою «Функціоністи Заходу». Фейтельсон і Кавані показали роботи, які не можна було віднести до конкретного мистецтва. Обидва художника використовували плоскі і майже геометричні форми.
Постсюрреалізм був американською відповіддю європейському художньому руху XX століття. Починаючи з 1930-х років художники шукали стиль, який би відрізнявся від казкового сюрреалізму Європи і більш підсвідомих, більш ранніх рухів романтизму і модернізму. Ця нова форма мистецтва «Americana Dream» почалася в Лос-Анджелесі . Химерна, потойбічна архітектура міста і екстравагантні міські пейзажі послужили джерелом натхнення для молодих художників. Художники інших американських міст, таких як Сан-Франциско, Нью-Йорк і Даллас, підтримали новий напрямок живопису.
Великий вплив на рух постсюрреалістов надала Друга світова війна. Хоча роботи, присвячені військовим подіям, були сюрреалістичними, зараз вони класифікуються колом мистецтвознавців, як соціалсюрреалізм. Так само величезний вплив на рух справила творчість Сальвадора Далі, так в роботах провідних художників напрямки постсюрреалізма, таких як, Освальдо Луї Гульєльмо і, Джеймс Гай, Уолтер КВІРТУ і Девід Сміт, можна побачити його художні прийоми.